# 姆布魯庫亞縣

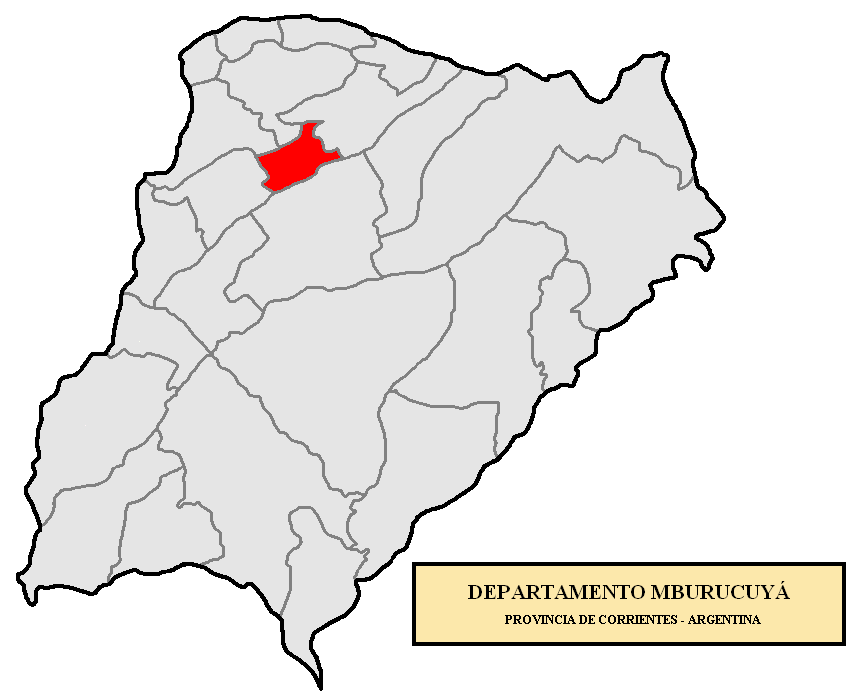

28°03′S 58°13′W / 28.050°S 58.217°W
姆布魯庫亞縣（西班牙語：Departamento Mburucuyá），是阿根廷的縣份，位於該國北部科連特斯省，首府設於姆布魯庫亞，面積957平方公里，2010年人口9,252，人口密度每平方公里9.67人。